# Miryam Roper
Pour les articles homonymes, voir Roper (homonymie).
Miryam Roper, née le 26 juin 1982 à Aix-la-Chapelle, est une judokate allemande et panaméenne en activité évoluant dans la catégorie des moins de 57 kg.

## Biographie
Miryam Roper participe aux Jeux olympiques d'été de 2012 à Londres où elle est éliminée au premier tour par la Brésilienne Rafaela Silva.
Aux Championnats du monde de judo 2013 à Rio de Janeiro, elle est médaillée de bronze en moins de 57 kg, battant lors du match pour la troisième place la Française Automne Pavia.
En avril 2017, elle prend la nationalité panaméenne.

## Palmarès
| Année | Compétition                              | Lieu           | Résultat | Catégorie      |
| ----- | ---------------------------------------- | -------------- | -------- | -------------- |
| 2012  | Championnats d'Europe                    | Tcheliabinsk   | 3e       | Moins de 57 kg |
| 2013  | Championnats du monde                    | Rio de Janeiro | 3e       | Moins de 57 kg |
| 2014  | Championnats d'Europe                    | Montpellier    | 2e       | Moins de 57 kg |
| 2015  | Jeux européens                           | Bakou          | 3e       | Moins de 57 kg |
| 2018  | Championnats panaméricains               | San José       | 3e       | Moins de 57 kg |
| 2018  | Jeux d'Amérique centrale et des Caraïbes | Barranquilla   | 1re      | Moins de 57 kg |
| 2019  | Jeux panaméricains                       | Lima           | 3e       | Moins de 57 kg |
| 2020  | Championnats panaméricains               | Guadalajara    | 1re      | Moins de 57 kg |

Compétitions par équipes
| Année | Compétition                       | Lieu         | Résultat |
| ----- | --------------------------------- | ------------ | -------- |
| 2008  | Championnats du monde par équipes | Tokyo        | 3e       |
| 2010  | Championnats du monde par équipes | Antalya      | 2e       |
| 2011  | Championnats d'Europe par équipes | Istanbul     | 2e       |
| 2012  | Championnats d'Europe par équipes | Tcheliabinsk | 3e       |
| 2013  | Championnats d'Europe par équipes | Budapest     | 3e       |
| 2014  | Championnats d'Europe par équipes | Montpellier  | 2e       |
| 2014  | Championnats du monde par équipes | Tcheliabinsk | 3e       |
| 2015  | Jeux européens                    | Bakou        | 2e       |
| 2015  | Championnats du monde par équipes | Astana       | 3e       |